# Štíhlice
Štíhlice jsou obec v okrese Praha-východ ve Středočeském kraji. Rozkládá se asi třicet kilometrů východně od centra Prahy a deset kilometrů východně od města Říčany. Vesnice přímo sousedí s obcí Doubravčice, které od sebe dělí most a ten také dělí okres Praha-východ od okresu Kolín. Žije zde 234 obyvatel.

## Historie
První písemná zmínka o obci pochází z roku 1358. Vesnici do 90. let 14. století vlastnil rod Hájků z Chrástu, nástupcem se stal Jindřich z Lažan. V roce 1437 vlastnil ves Martin ze Štíhlice. V roce 1579 získal chrástský statek tehdejší majitel Kostelce, bohatý Jaroslav I. Smiřický ze Smiřic (1513–1597) a od té doby byly Štíhlice trvalou součástí Černokostelecka. Od roku 1623 patří k tuchorazské rychtě, což bylo vlastně lichtenštejnské panství.

## Obyvatelstvo
Ke dni 1. lednu 2017 zde žilo 178 obyvatel, z toho 88 mužů a 90 žen. Průměrný věk obce byl 40,5 let. Jednalo se tak o čtvrtou nejmenší obec v okrese Praha-východ podle počtu obyvatel – méně obyvatel žilo v Prusicích (78), Opalanech (106) a Výžerkách (164).
| Rok            | 1869 | 1880 | 1890 | 1900 | 1910 | 1921 | 1930 | 1950 | 1961 | 1970 | 1980 | 1991 | 2001 | 2011 | 2021 |
| -------------- | ---- | ---- | ---- | ---- | ---- | ---- | ---- | ---- | ---- | ---- | ---- | ---- | ---- | ---- | ---- |
| Počet obyvatel | 275  | 276  | 287  | 279  | 267  | 265  | 247  | 192  | 172  | 146  | 158  | 108  | 109  | 164  | 257  |
| Počet domů     | 44   | 45   | 45   | 43   | 48   | 54   | 60   | 63   | 59   | 53   | 45   | 57   | 66   | 62   | 91   |

## Obecní správa

### Územněsprávní začlenění
Dějiny územněsprávního začleňování zahrnují období od roku 1850 do současnosti. V chronologickém přehledu je uvedena územně administrativní příslušnost obce v roce, kdy ke změně došlo:
- 1850 země česká, kraj Pardubice, politický i soudní okres Černý Kostelec, obec Louňovice[6]
- 1855 země česká, kraj Praha, soudní okres Černý Kostelec, obec Louňovice[6]
- 1868 země česká, politický okres Český Brod, soudní okres Černý Kostelec, obec Louňovice[6]
- 1880 země česká, politický okres Český Brod, soudní okres Černý Kostelec[7]
- 1939 země česká, Oberlandrat Kolín, politický okres Český Brod, soudní okres Kostelec nad Černými lesy[8]
- 1942 země česká, Oberlandrat Praha, politický okres Český Brod, soudní okres Kostelec nad Černými lesy[9]
- 1945 země česká, správní okres Český Brod, soudní okres Kostelec nad Černými lesy[10]
- 1949 Pražský kraj, okres Český Brod[11]
- 1960 Středočeský kraj, okres Kolín, obec Doubravčice[12]
- k 24. listopadu 1990 Středočeský kraj, okres Kolín[7]
- 2007 Středočeský kraj, okres Praha-východ[13]

### Obecní symboly
Znak a vlajka byly obci uděleny rozhodnutím předsedy Poslanecké sněmovny Parlamentu České republiky dne 21. září 2005.

#### Znak
V modro-zeleně polceném štítě stříbrná věž s cimbuřím, černou branou a dvěma okny, podložená vztyčenými hráběmi a provázená dvěma položenými odvrácenými lipovými listy, vše zlaté.

#### Vlajka
List tvoří dva svislé pruhy, modrý a zelený. Uprostřed bílá věž s cimbuřím, černou branou a dvěma okny, podložená vztyčenými hráběmi a provázená po stranách položenými odvrácenými lipovými listy, vše žluté. Poměr šířky k délce listu je 2:3.

## Doprava
Dopravní síť
- Pozemní komunikace – Obcí prochází silnice II/113 Český Brod - Štíhlice - Mukařov - Chocerady.

- Železnice – Železniční trať ani stanice na území obce nejsou. Nejbližší železniční stanicí jsou Říčany ve vzdálenosti 8 km ležící na trati 221 mezi Prahou a Benešovem.

Veřejná doprava
- Autobusová doprava v obci je zapojena do Pražské intengrované dopravy, a to linkami 491 (Český Brod, Žel.st. - Mukařov) a 660 (Kostelec n. Č. l., Náměstí - Český Brod, Žel.st.). Linka 660 obsluhuje obec pouze jedním školním spojem. V obci se nachází dvě autobusové zastávky – „Štíhlice“ a „Štíhlice, Doubravčická“.

## Pamětihodnosti
V obci je možnost prohlédnout si zvoničku z roku 1890. Přírodní pamětihodností jsou staré lípy, které obklopují sochu svatého Jana Nepomuckého, jejíž replika byla obnovena v roce 2008. Lípa Svobody, která stojí na návsi, byla zasazena roku 1918 a v jejích kořenech je zapečetěná láhev s pamětními spisy.
V katastru Štíhlic se v lesích jihovýchodně od obce dodnes nalézají skromné pozůstatky středověké tvrze Lažany, stojící na místě zaniklé osady Lažany. Obec je branou do lesů Dolánek, které mají šumavský ráz. Potok Šembera, který vévodí tomuto lesu z velké části napájí štíhlické prameny.

## Další fotografie

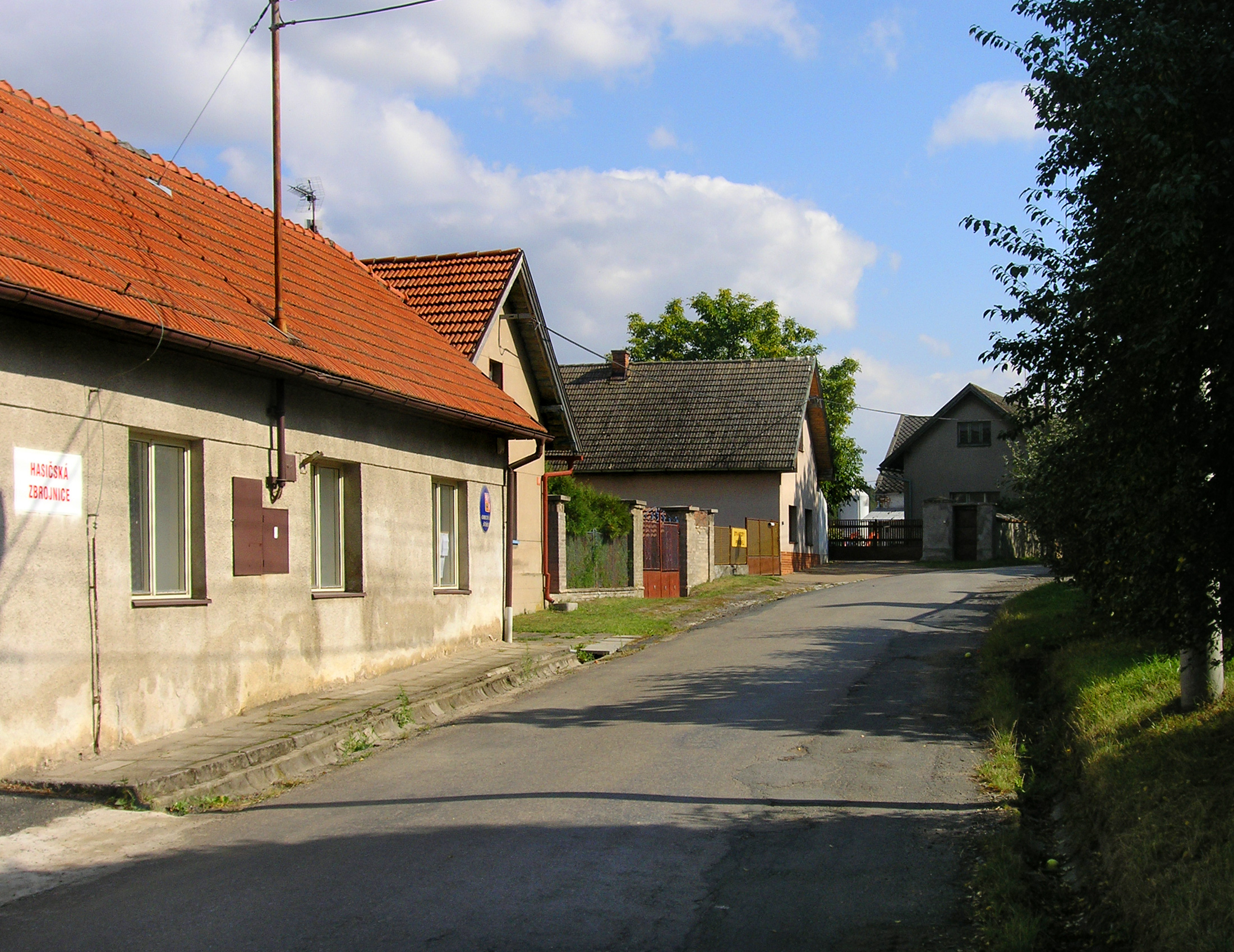
Obecní úřad
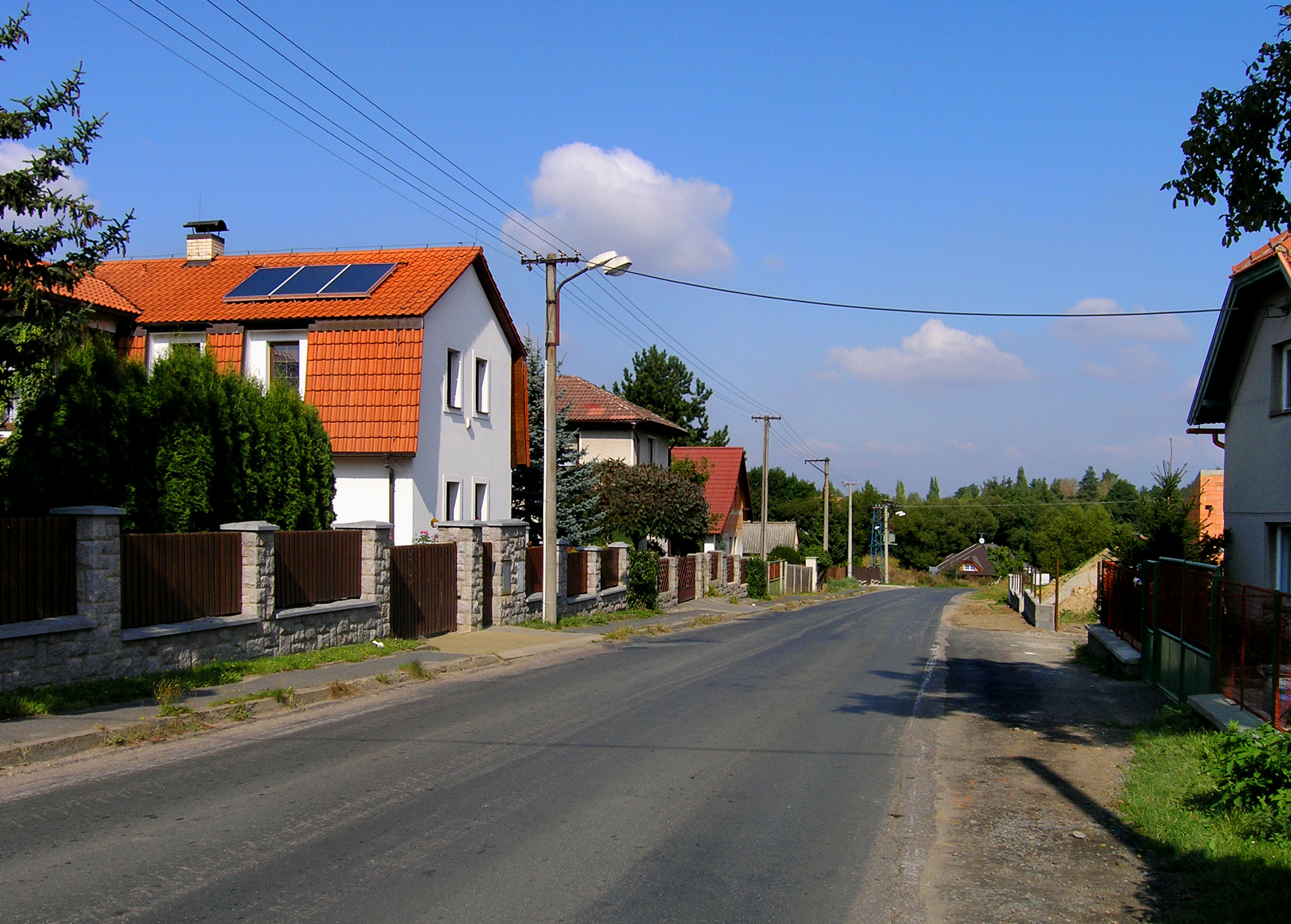
Severní část Štíhlic